# Dedetepe-Tumulus
Koordinaten: 40° 19′ 12″ N, 27° 20′ 32″ O

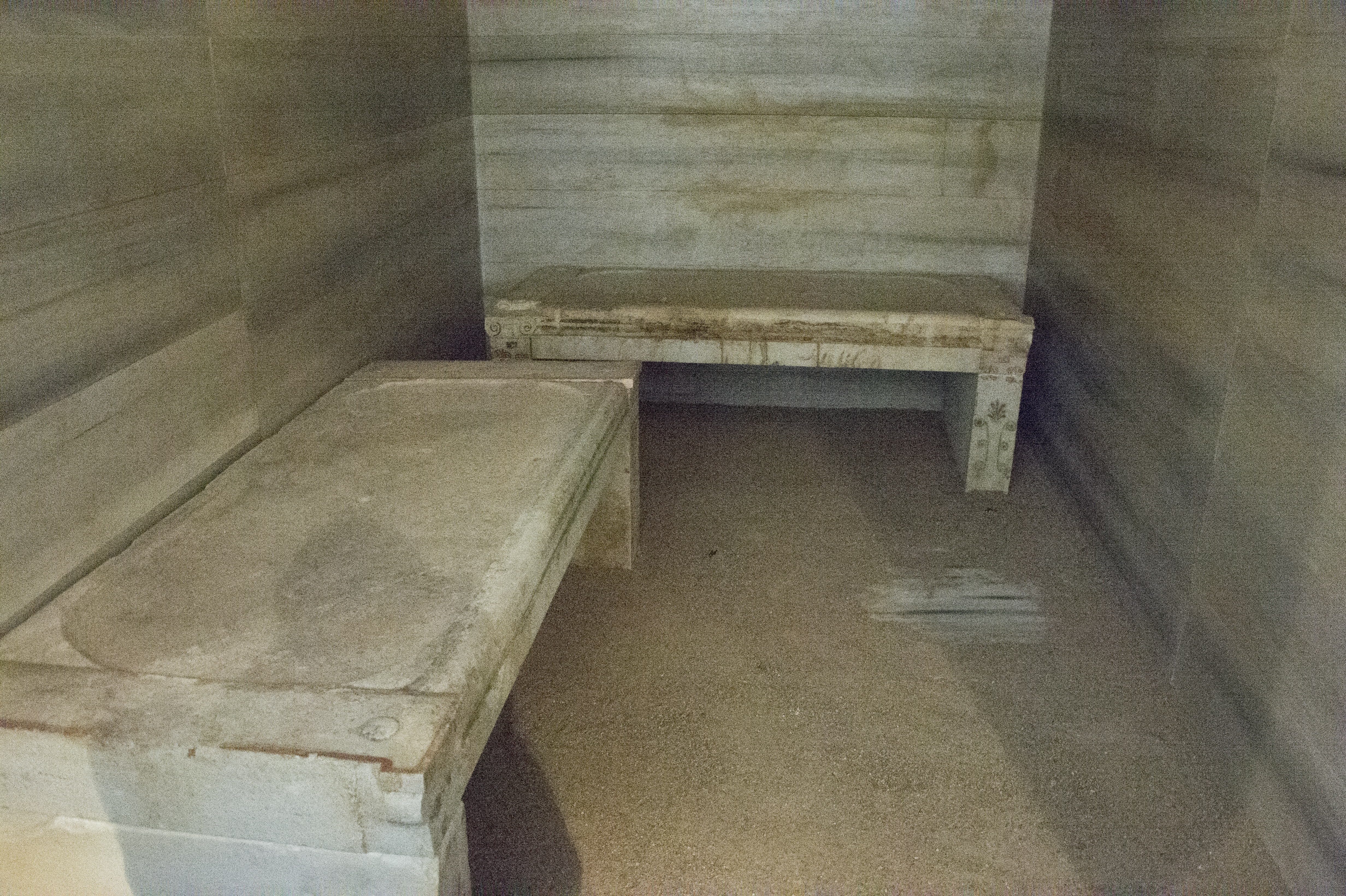
Die Grabkammer im Museum aufgebaut

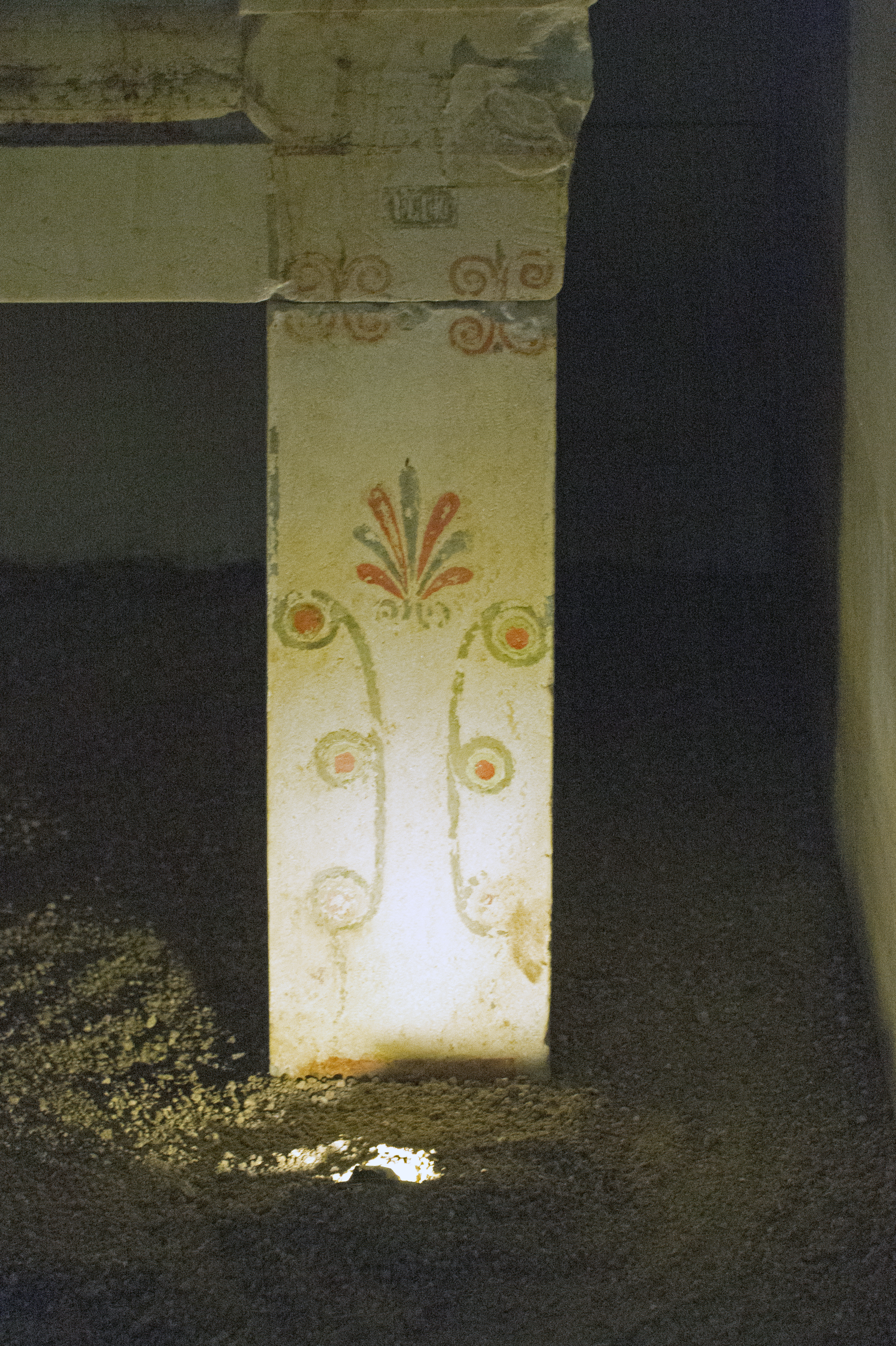
Bemalung auf Kline

Der Dedetepe-Tumulus befindet sich in der heutigen Türkei etwa 7 km nördlich des modernen Ortes Gümüşçay und datiert ins fünfte Jahrhundert v. Chr., als die Region unter persischer Herrschaft stand. Es handelt sich um den größten Grabhügel in der Region des Biga-Çayı-Tales, wo sich diverse andere antike Grabhügel befinden. Der Hügel hat einen Durchmesser von 65 m und liegt etwa 60 m über dem Meeresspiegel. Moderne Grabräuber untersuchten die Anlage im Jahr 1994, fanden aber nicht die Grabkammer. Daraufhin wurde der Grabhügel unter der Leitung von Nuren Sevinç ausgegraben. Die Ausgräber fanden eine schon in der Antike beraubte Grabkammer, die vollkommen aus Prokonnesischem Marmor erbaut war. In der Grabkammer standen zwei ebenfalls aus Marmor gefertigte, reich bemalte Klinen. Die Decke der Kammer besteht aus vier Marmorplatten, die Wände aus diversen, kleineren Blöcken. Vor der marmornen Tür befand sich ein Dromos. In der Grabkammer wurden Skelettreste, Fragmente von Holzmöbeln, Lederreste und ein Elfenbeinmessergriff in der Form eines Hirsches gefunden, zudem ein zerbrochenes Alabastergefäß mit Resten tyrischen Purpurs. Obwohl die Kammer nur für zwei Personen konzipiert war, fanden sich drei Schädel. Wahrscheinlich wurde die Grabstätte über mehrere Generationen als Familiengrab genutzt. Dies deutet auch die Keramik an, die wiederum mehrere Generationen abdeckt.
Die Grabkammer wurde abgebaut und ist heute im Troya Müzesi zu besichtigen. 